# 은희수
은희수(1976년 7월 15일 ~ )는 대한민국의 배우이다. 1995년에 SBS 5기 공채 탤런트로 선발되었다.

## 학력
- 안양예술고등학교
- 동국대학교 연극영상학과

## 출연작

### 드라마
- 《아모르 파티 - 사랑하라, 지금》 (2021년, SBS) - 진혜진 역
- 《아현동 마님》 (2007년, MBC) - 오미라 역
- 《허니허니》 (2001년, SBS)
- 《뉴 논스톱》 (2000년, MBC)
- 《싱싱 손자병법》 (1998년, KBS2)
- 《지평선 너머》 (1997년, SBS)
- 《임꺽정》 (1996년, SBS) - 귀련 역

### 뮤지컬
- 《오! 당신이 잠든 사이》
- 《SOUND OF MUSIC》
- 《펑키펑키》

### 뮤직비디오
- 야다 - 이미슬픈사랑
- 오픈헤드 - 강한남자
- WIZ - PROMIS

### 광고
- 롯데 가나초콜렛
- 과일나라 화장품
- 오리온 썬칩